# Resident Evil 4 (2023)
Resident Evil 4 ist ein von Capcom entwickeltes Remake des im Jahr 2005 erschienenen Survival-Horror-Videospiels Resident Evil 4. Das Remake wurde für die Systeme PlayStation 4, PlayStation 5, Windows und Xbox Series X/S konzipiert und am 24. März 2023 veröffentlicht.

## Handlung
Der Spieler steuert den US-Agenten Leon S. Kennedy. Dieser hat die Mission, Ashley Graham, die Tochter des Präsidenten der Vereinigten Staaten, zu retten. Ashley wurde in ein spanisches Bergdorf, das von den Los Illuminados, einer gewalttätigen Sekte, die einen alten Parasiten verehrt, beherrscht wird, verschleppt.

## Gameplay
Wie im Originalspiel aus dem Jahr 2005 organisiert der Spieler sein Inventar mit einem Attach Case. Ein Händler ist ebenfalls wie im Originalspiel verfügbar und ermöglicht dem Spieler, Gegenstände zu kaufen, zu verbessern und Handel zu treiben. Das Kampfsystem umfasst den Roundhouse-Kick, um Gegner auf Distanz zu halten sowie neue Pariermechaniken von Angriffen mit Kettensägen und Stichwaffen.
Third-Person-Perspektive: Du spielst Leon S. Kennedy, meist mit der Kamera über die Schulter. Das war damals im Originalspiel im Jahre 2005 revolutionär und hat viele spätere Spiele beeinflusst (z. B. Gears of War, Dead Space).
Zwar ist es noch Survival Horror, aber der Actionanteil wurde im Vergleich zu früheren Teilen stark erhöht. Es gibt mehr Gegner, mehr Munition, mehr Kämpfe – aber auch viel Spannung und gruselige Momente, welche in diesem Spiel vereint werden.
Du kämpfst nicht gegen klassische Zombies, sondern gegen „Los Ganados“ – Dorfbewohner, die von einem Parasiten (Las Plagas) kontrolliert werden. Sie sind schneller, organisierter und aggressiver als typische Zombies.
Du musst die Präsidententochter Ashley Graham beschützen und durch die Levels begleiten. Du kannst ihr Befehle geben, sich zu verstecken oder dir zu folgen. Sie ist gameplaytechnisch wichtig, sorgt aber auch für zusätzliche Herausforderung, da du sie nicht sterben lassen darfst.
Das Remake ist mit dem Virtual-Reality-Headset PS VR2 spielbar.

## Entwicklung
Die Entwicklung begann Berichten zufolge um das Jahr 2018 unter der Leitung des Studios M-Two. Capcom hatte spätestens Anfang des Jahres 2021 die Entwicklung übernommen, wobei einige Teammitglieder, die 2019 am Remake von Resident Evil 2 mitgearbeitet hatten, für dieses Remake zu ihrem alten Arbeitgeber zurückkehrten. Am 3. Juni 2022 wurde das Resident-Evil-4-Remake offiziell durch Capcom angekündigt. Der leitende Entwickler, Yoshiaki Hirabayashi, erklärte, dass das Remake die gleiche Länge wie das ursprüngliche Resident Evil 4 haben würde.
Der erste Teaser-Trailer wurde am 3. Juni 2022 veröffentlicht.
Bis zum 31. März 2023 konnte sich das Spiel über alle Plattformen hinweg 3,75 Millionen Mal verkaufen.

## Synchronisation
Die Lokalisierung erfolgte durch die Synthesis Deutschland GmbH in Hamburg.
| Rolle              | Englischer Sprecher | Deutscher Sprecher |
| ------------------ | ------------------- | ------------------ |
| Leon S. Kennedy    | Nick Apostolides    | Matthias Keller    |
| Ashley Graham      | Genevieve Buechner  | Maria Wardzinska   |
| Luis Serra Navarro | André Peña          | Daniel Axt         |
| Ada Wong           | Lily Gao            | Sabina Godec       |
| Osmund Saddler     | Christopher Jane    | Mike Olsowski      |
| Jack Krauser       | Mike Kovac          | Nicolas König      |
| Ramón Salazar      | Marcio Moreno       | Thomas Fitschen    |
| Bitores Méndez     | Jon Bryant          | André Beyer        |
| Ingrid Hunnigan    | Raylene Harewood    | Julia Casper       |
| Händler / Merchant | Michael Adamthwaite | Joshy Peters       |
| Mike               | Erik Gow            | Janek Schächter    |
| Albert Wesker      | Craig Burnatowski   | Erik Schäffler     |